# La Chevauchée de la vengeance
Pour plus de détails, voir Fiche technique et Distribution.
La Chevauchée de la Vengeance (Ride Lonesome) est un western américain de Budd Boetticher, sorti en 1959.

## Synopsis
Dès le début de l’aventure qui se passe dans une contrée aride, Ben Brigade, ancien shérif devenu chasseur de primes, capture Billy John, cavalier esseulé appartenant à la bande de hors-la-loi emmenée par Frank, son frère aîné, et recherché comme assassin. Garçon de peu d’envergure (il a tué en tirant dans le dos), il n'oppose pas de résistance, ayant confiance en son frère qui va suivre leur trace et empêcher Brigade d’atteindre Santa Cruz où il devrait être pendu.
En chemin, les deux hommes doivent s’arrêter au relais de poste qui est tenu par Mrs Lane, restée seule en l’absence de son mari parti à la recherche de bêtes enfuies. À leur arrivée, ils sont accueillis par deux hommes sortis de l’ombre qui désarment Brigade. Le chasseur de primes reconnaît alors Boone et Whit, deux gibiers de potence qui, le voyant déjà sur l’affaire Billy John, ne semblent pas le craindre et lui rendent son fusil. En réalité, on apprend bientôt que c’est le prisonnier de Brigade qui les intéresse, car la capture du jeune meurtrier est non seulement objet d’une récompense mais aussi d’une amnistie en faveur de celui qui le livrera à la justice. Or Sam Boone désire désormais arrêter une vie de malversations et de traque perpétuelle pour se consacrer à des occupations honnêtes. Mais, de son côté, le taciturne Ben Brigade semble poursuivre un sombre dessein et ne paraît pas avoir cure de la préoccupation édifiante de ses nouveaux compagnons de chevauchée qui s’étonnent de son imprudence et de son peu d’empressement à gagner la ville.
Une solidarité va lier le petit groupe contre les dangers de la piste infestée d'indiens Mescaleros. Puis, la psychologie des personnages évolue peu à peu grâce à Carrie Lane, femme séduisante et maintenant veuve (ils ont appris entre-temps la mort de son mari). Elle ne laisse donc insensible, ni Boone qui pense à une future existence paisible, ni Brigade qui se rapproche d’elle pour lui dévoiler son terrible secret que Boone entendra de loin : se venger de Frank, car ce bandit a naguère exécuté sauvagement son épouse. Les intentions cachées une fois découvertes des deux côtés, l'attente de savoir qui sera le dernier à livrer Billy John alimentera tout le suspense…
Frank, comme prévu, apparaît pour sauver son frère Billy exposé en appât sous la branche d'un arbre, monté sur son cheval et une corde au cou. Le fatidique duel final se déroule rapidement et, ainsi que Brigade l’avait décidé, au lieu même où fut assassinée sa femme. C’est à ce moment de l'histoire qu'on voit le chasseur de primes redevenir l’ancien shérif mais rester un veuf inconsolé…

## Fiche technique
- Titre original : Ride lonesome
- Titre français : La chevauchée de la Vengeance
- Réalisation : Budd Boetticher
- Scénario : Burt Kennedy
- Direction artistique : Robert Peterson
- Décors : Frank Tuttle
- Costumes: Ed Ware, Edna Taylor
- Photographie : Charles Lawton
- Son : John Livadary
- Montage : Jerome Thoms
- Musique : Heinz Roemheld
- Production : Budd Boetticher
- Production associée : Harry Joe Brown
- Société de production : Ranown Pictures
- Société de distribution : Columbia Pictures
- Pays de production :  États-Unis
- Langue originale : anglais
- Format : couleur (Eastmancolor) — 35 mm — 2,35:1 (CinemaScope) — son Mono (RCA Sound Recording)
- Genre : Western
- Durée : 73 minutes
- Dates de sortie : 
  - États-Unis : 15 février 1959
  - France : 26 février 1959

## Distribution
Légende : 1er doublage ; 2e doublage
- Randolph Scott (VF : Marc Valbel ; Jean-Claude Michel) : Ben Brigade
- Karen Steele (VF : Marion Loran) : Carrie Lane
- Pernell Roberts (VF : Serge Sauvion ; Claude Rollet) : Sam Boone
- James Best (VF : Serge Lhorca ; Georges Poujouly) : Billy John
- James Coburn : Whit
- Lee Van Cleef (VF : Daniel Gall) : Frank
- Boyd Stockman : chef indien
- Dyke Johnson : Charlie
- Roy Jenson
- Boyd Morgan
- Bennie E. Dobbins

## Autour du film
Ce western de Boetticher, le sixième et avant-dernier tourné avec Randolph Scott, est un des trois où le héros est hanté par le désir de venger la mort de sa femme. Un sujet classique du genre et, sur ce scénario habituel de série B, le réalisateur, peu connu alors du grand public mais considéré par Bertrand Tavernier comme un des plus grands réalisateurs de westerns, nous livre, avec des moyens modestes, autour de seulement cinq personnages principaux, un film dense, épuré, d’une grande concision, sans temps mort, d’une simplicité et d’une clarté désarmantes. Tournées en décors naturels, toutes les scènes sont extérieures (nous ne pénétrons même pas dans le relais de poste). Comme le dit Tavernier, les plans sont larges, souvent panoramiques et magnifiés par le cinémascope et le technicolor, les cadrages sont d’une extrême précision. Sur ces principes, la chevauchée n’est jamais monotone : les décalages d’allure des chevaux, les travellings, les angles de vue variés… donnent l’impression d’un mouvement naturel. 
Pas de gros plans psychologiques (on fait seulement une fois la connaissance du visage de Frank, qu’on ne reverra plus que de loin) mais d’innombrables plans américains : toute la psychologie est aidée par l’attitude, la situation ou la posture des personnages. La profondeur de champ de certaines scènes est exemplaire et a influencé le réalisateur français lui-même. L’arrivée de la diligence, l’attaque des indiens du haut de la butte, et la scène finale de l’embrasement de « l’arbre aux pendus » sont magnifiques. 
Aucun des personnages n'est résolument antipathique, pas même Billy John. D’ailleurs, le scénario efficace et sans fioritures, a été modifié, nous dit encore Tavernier, pour que Boone, trop sensible et humain, reste vivant à la fin du film. Billy est, de son côté, le type du malfrat simplet et optimiste, sans méchanceté viscérale, qui semble peu conscient de la portée de ses gestes ; un beau rôle pour James Best, salué par le réalisateur français qui voit en son personnage l’archétype des futurs héros de Quentin Tarantino (Pulp Fiction, par exemple).
Il faut signaler la première apparition de James Coburn, dans le personnage le moins consistant du film – l'acteur sera pourtant, l’année suivante, un des sept Mercenaires –, et celle de Pernell Roberts qui entre, l’année de sortie du film, dans la série Bonanza. D’aucuns auront remarqué les allusions au film par Sergio Leone, dans Il était une fois dans l'Ouest : Frank le prénom sans patronyme attribué au méchant ; la pendaison du frère de « l’homme à l’harmonica » à une potence érigée en un lieu déserté ; la réplique de Cheyenne : « Vous faites du bon café », etc.